# Niederlaasphe
Niederlaasphe is een plaats in de Duitse gemeente Bad Laasphe, deelstaat Noordrijn-Westfalen, en telt 1100 inwoners (2007).